# Alto Adige
L'Alto Adige (le « Haut-Adige ») est un quotidien italien de Bolzano, qui diffuse à plus de 50 000 exemplaires de moyenne (septembre 2005). Il appartient au Gruppo Editoriale Espresso (qui publie aussi L'espresso).

## Description
Le Corriere delle Alpi et le Trentino sont deux autres éditions locales du même quotidien.